# Равнополье (Черниговская область)
Равнопо́лье (укр. Рівнопі́лля) — село Черниговского района Черниговской области Украины. Население 580 человек.
Код КОАТУУ: 7425589303. Почтовый индекс: 15510. Телефонный код: +380 462.

## Власть
Орган местного самоуправления — Хмельницкий сельский совет. Почтовый адрес: 15510, Черниговская обл., Черниговский р-н, с. Хмельница, ул. Широкая, 1, тел. 68-76-31, 69-71-22, факс 687-631.

## Галерея

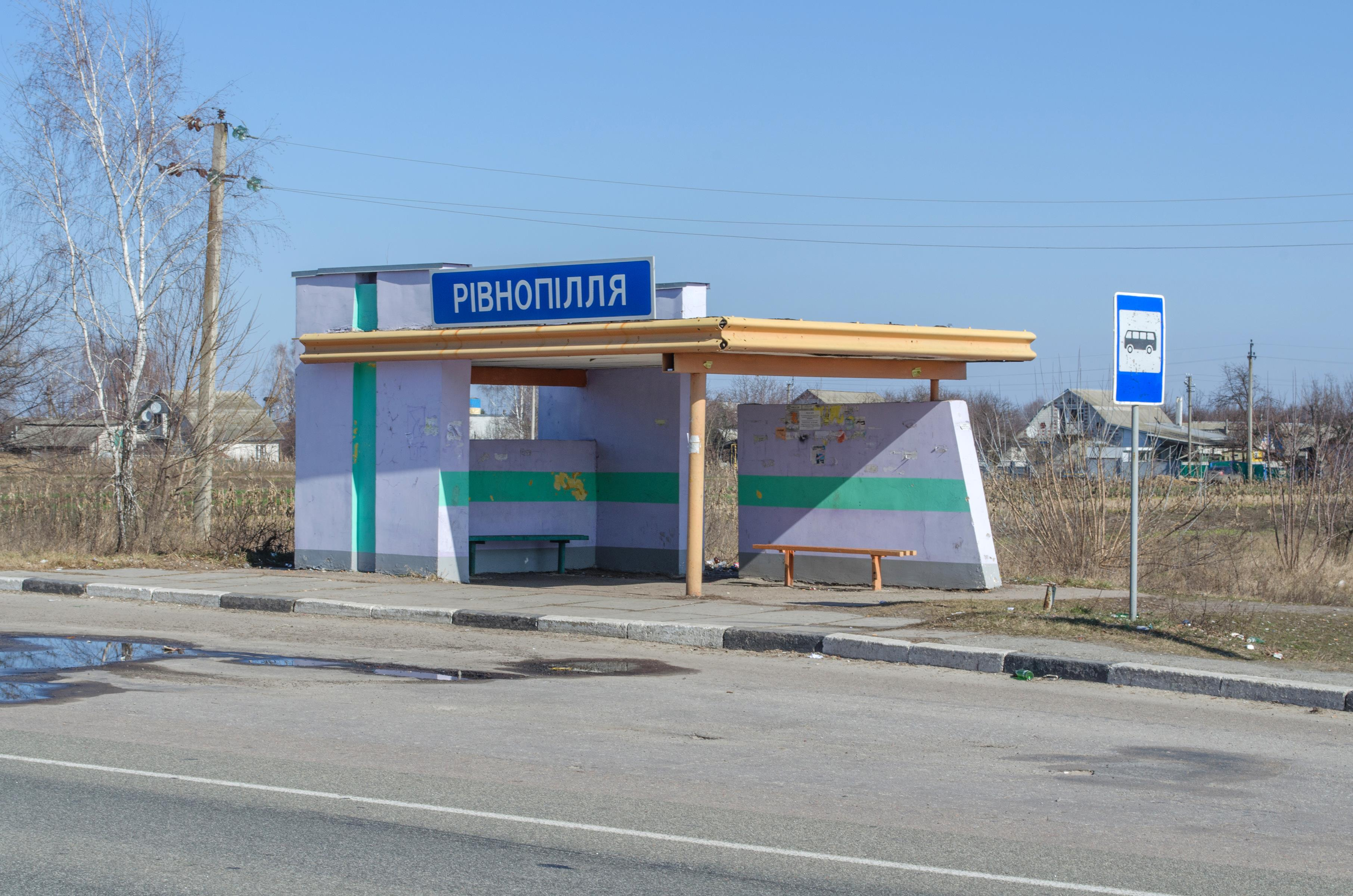
Автобусная остановка
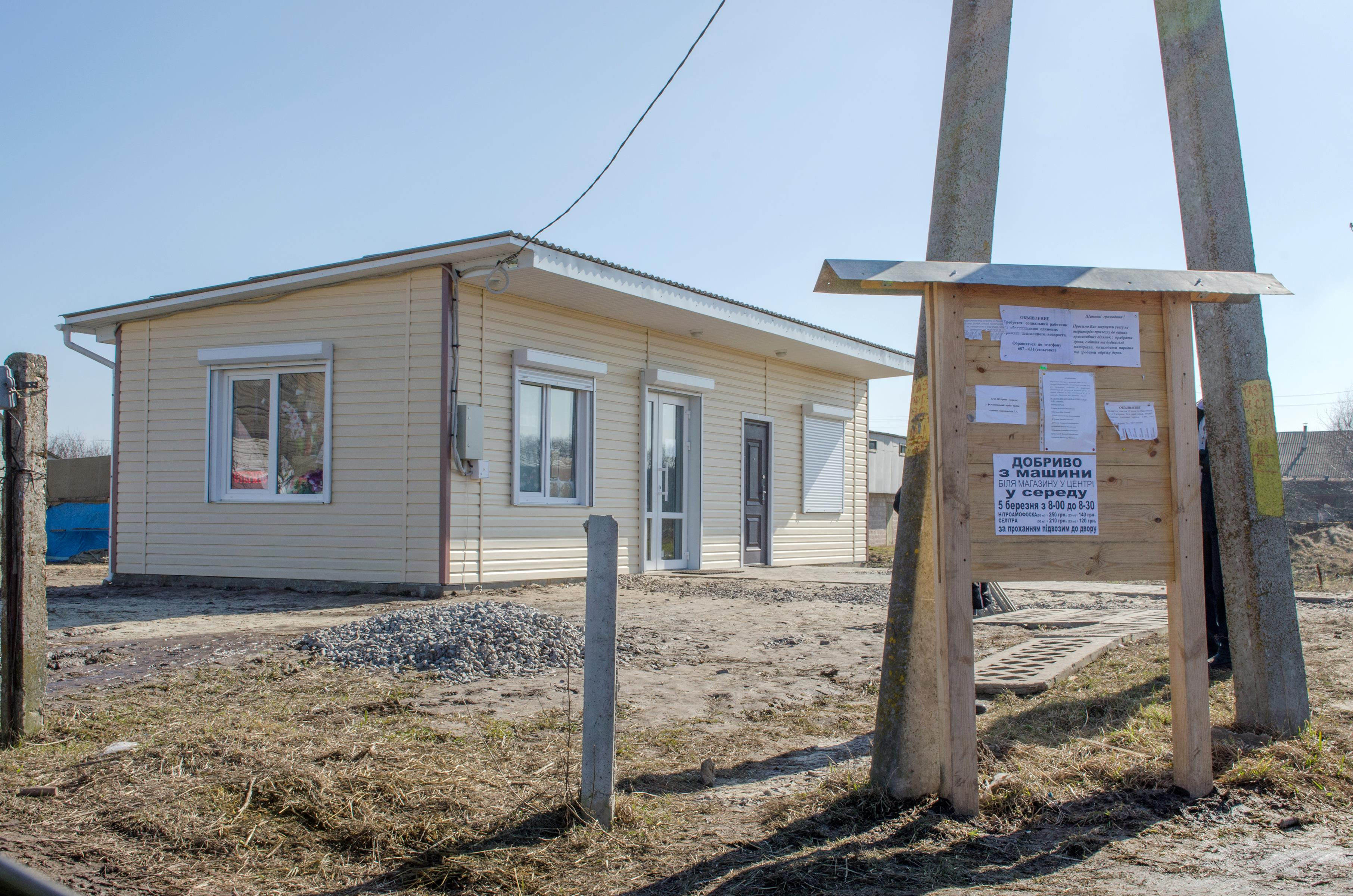
Магазин и доска объявлений
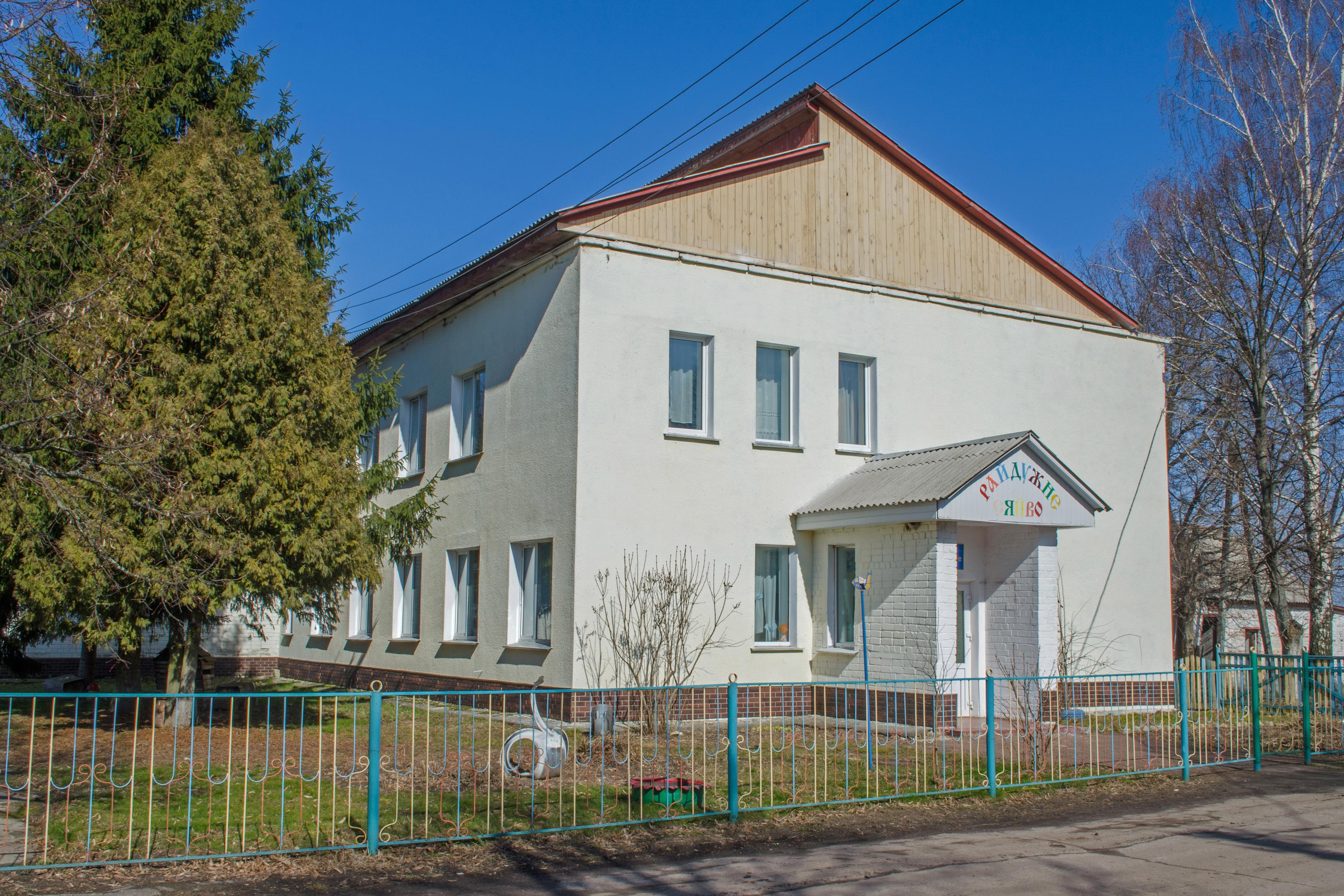
Детский сад
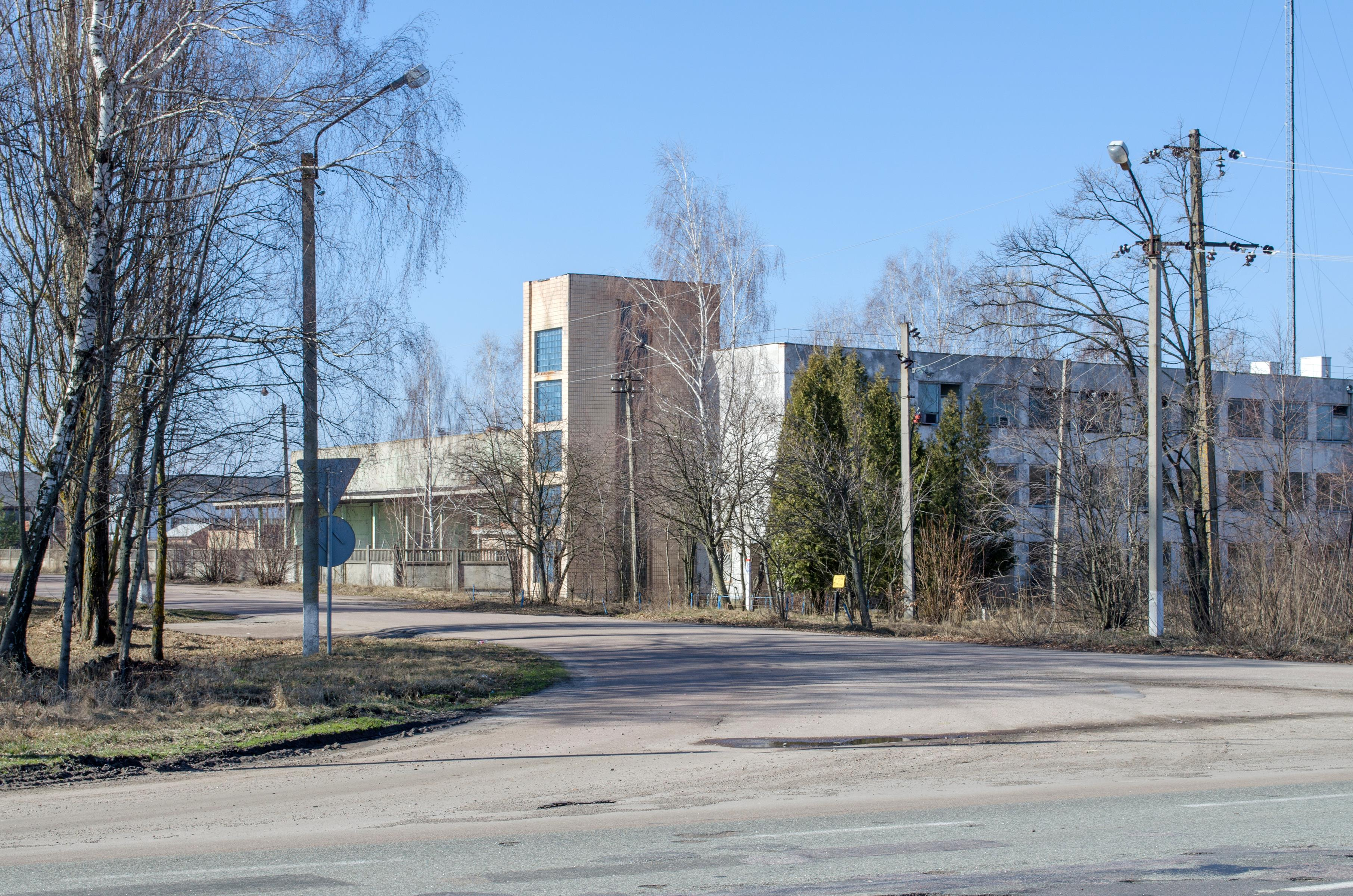
Завод
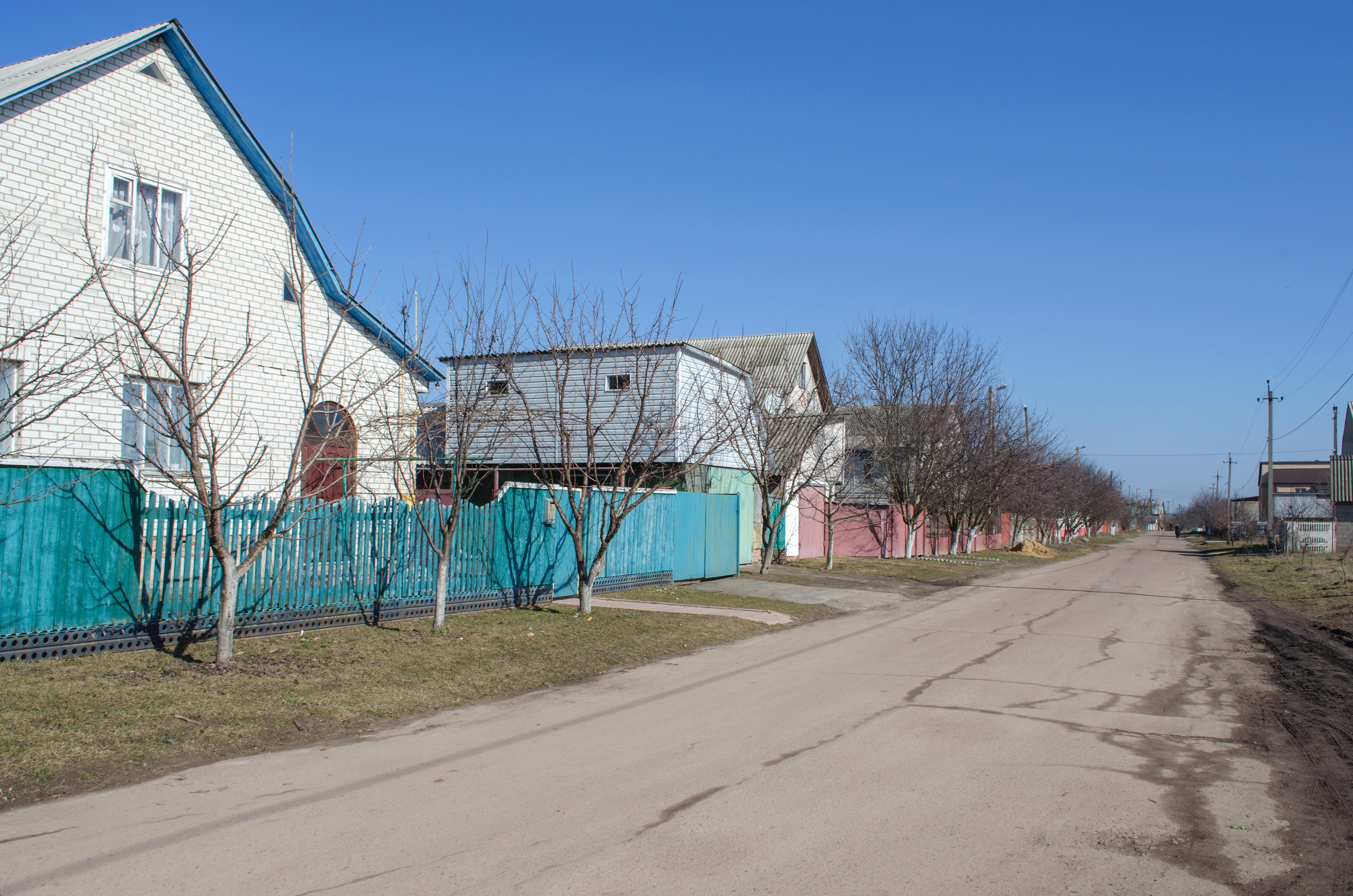
Улица
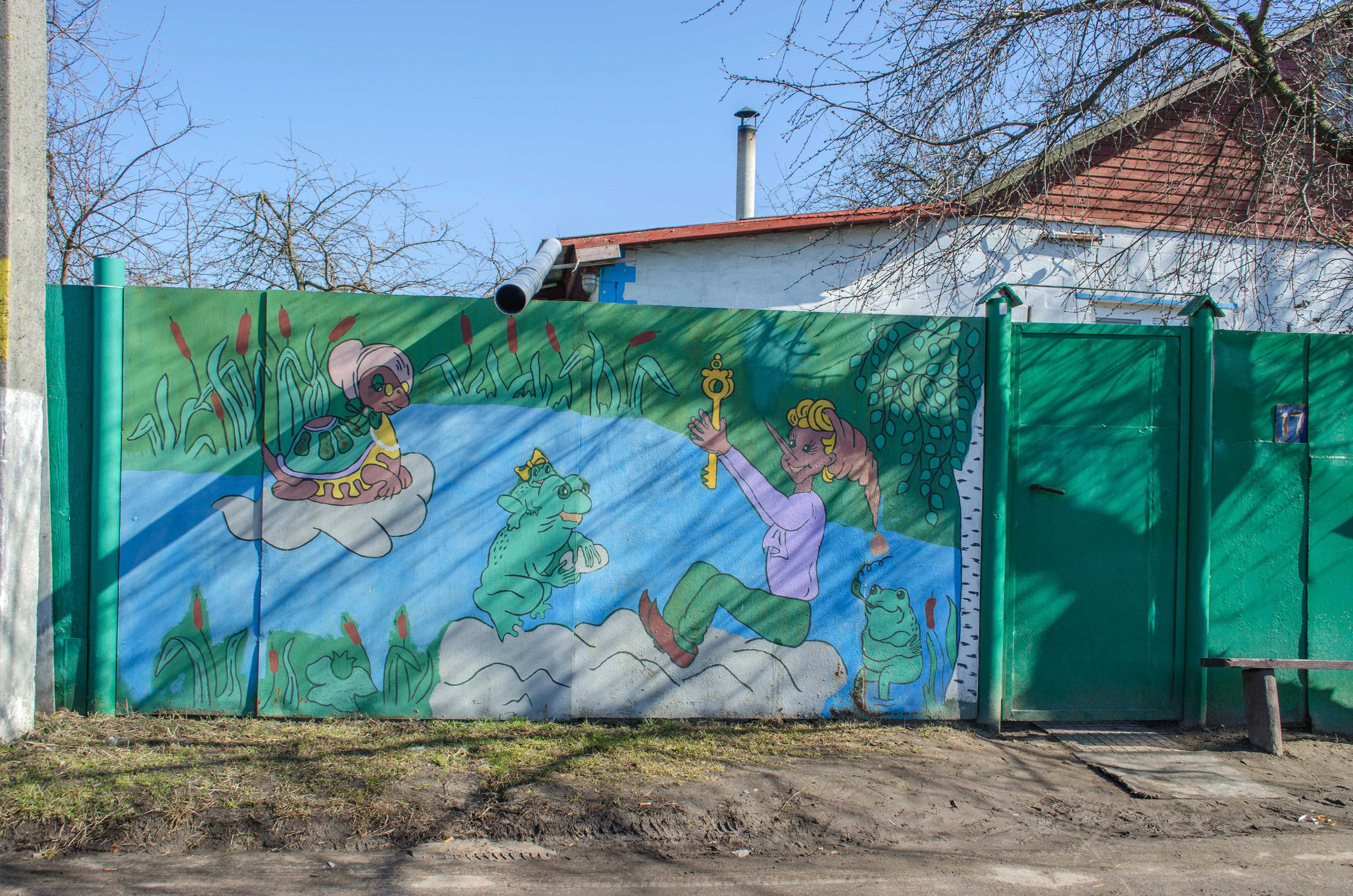
Расписные ворота
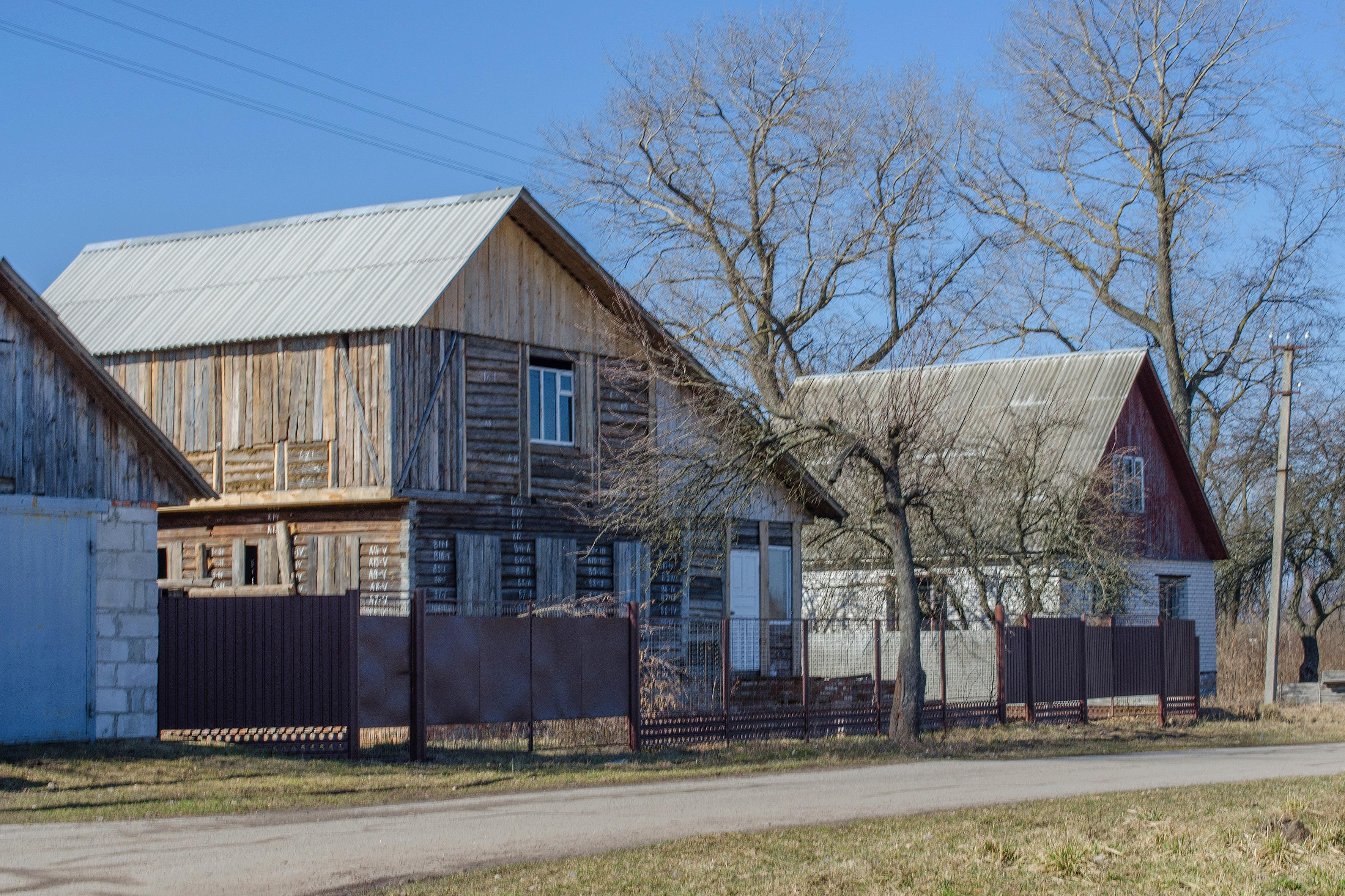
Уголок села
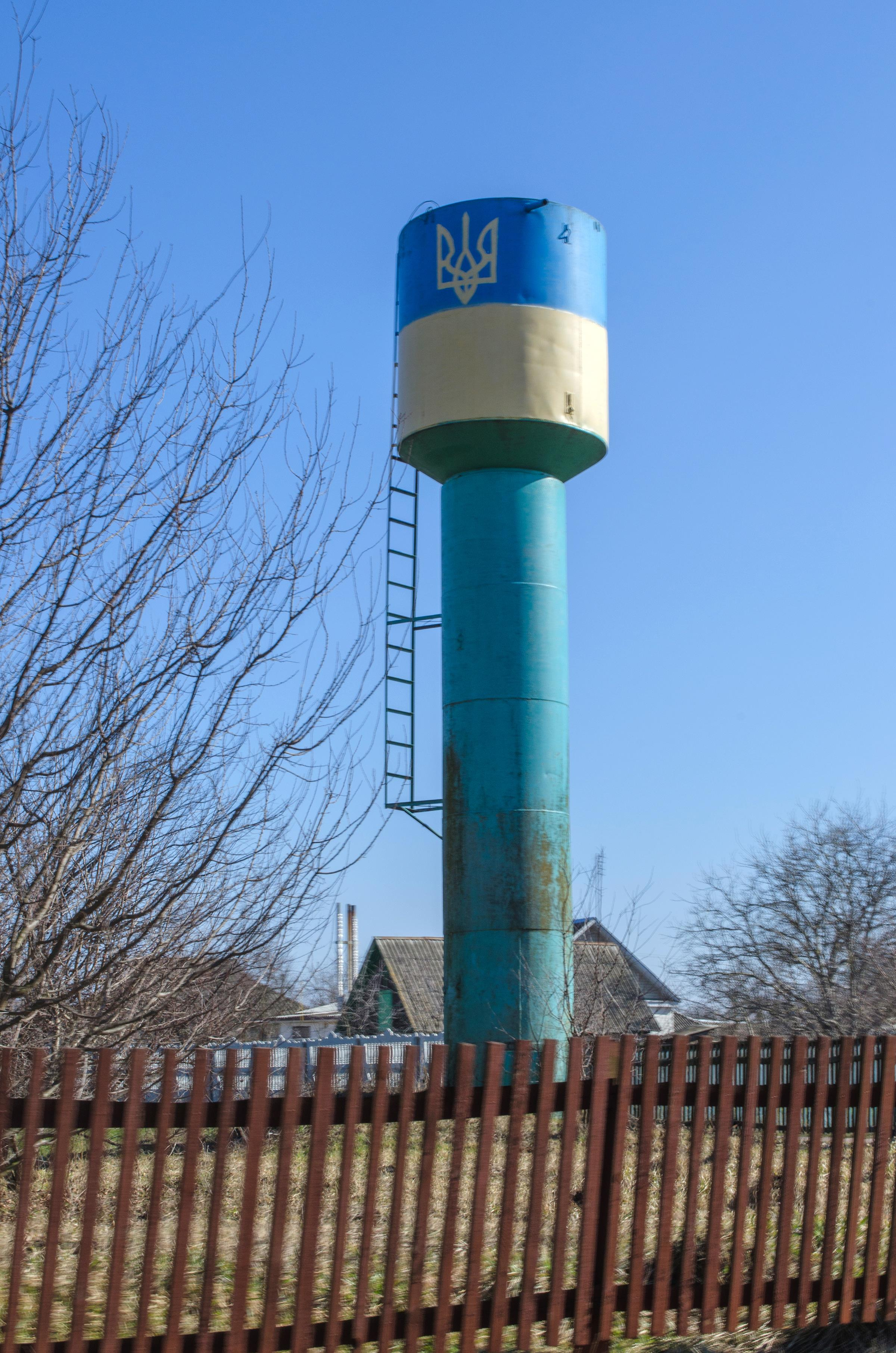
Водонапорная башня
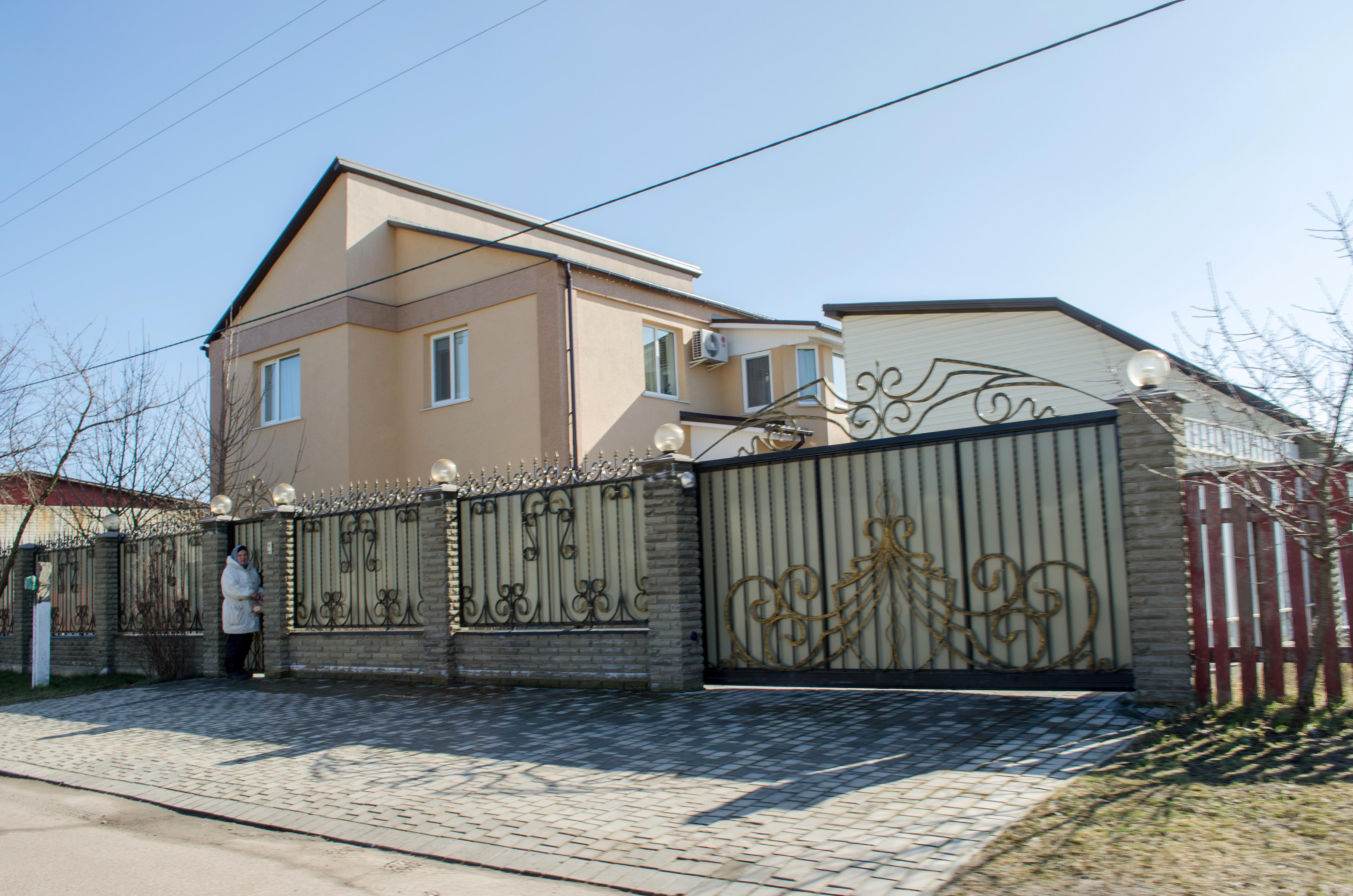
Дом с ажурными воротами
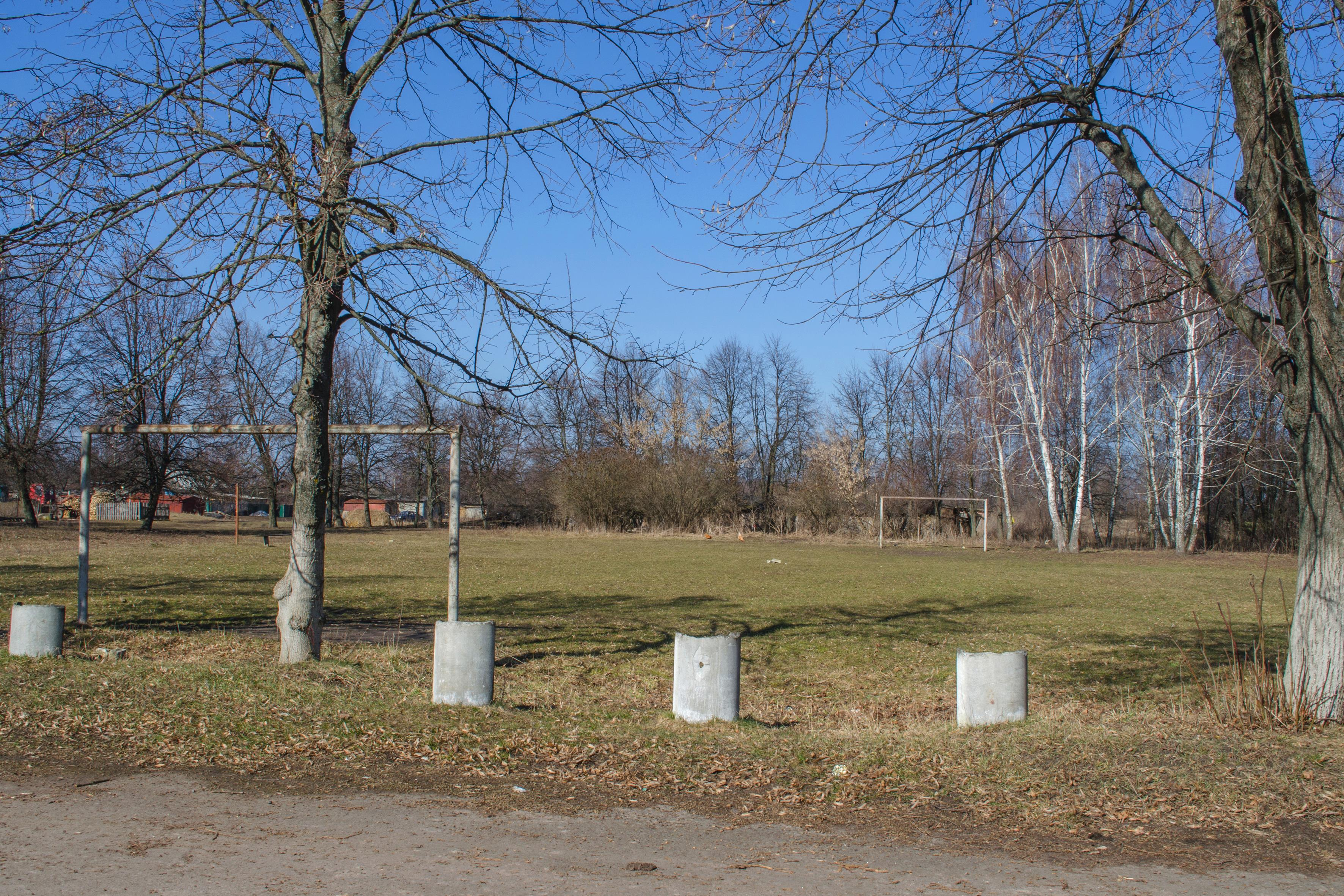
Футбольное поле
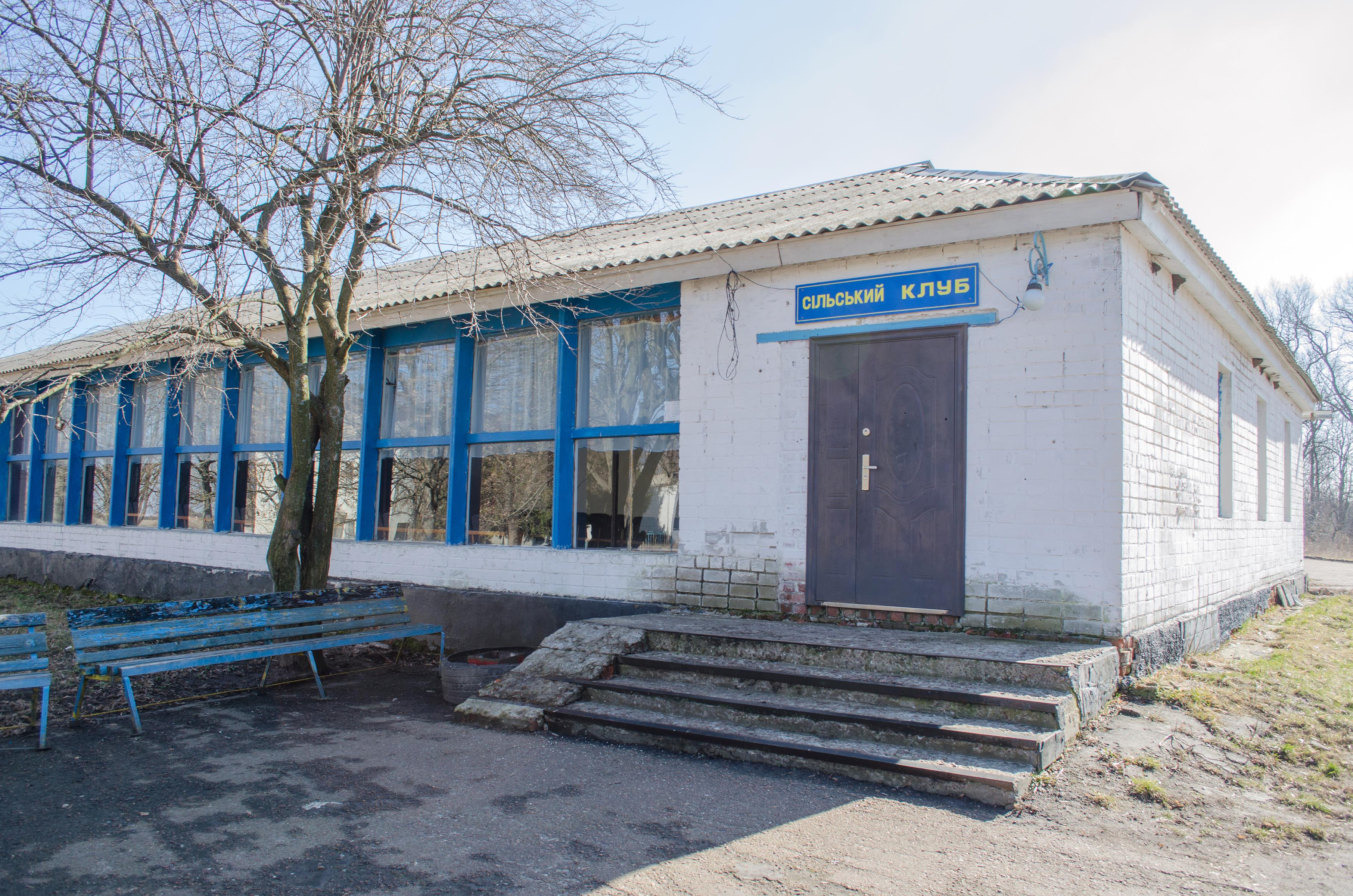
Клуб
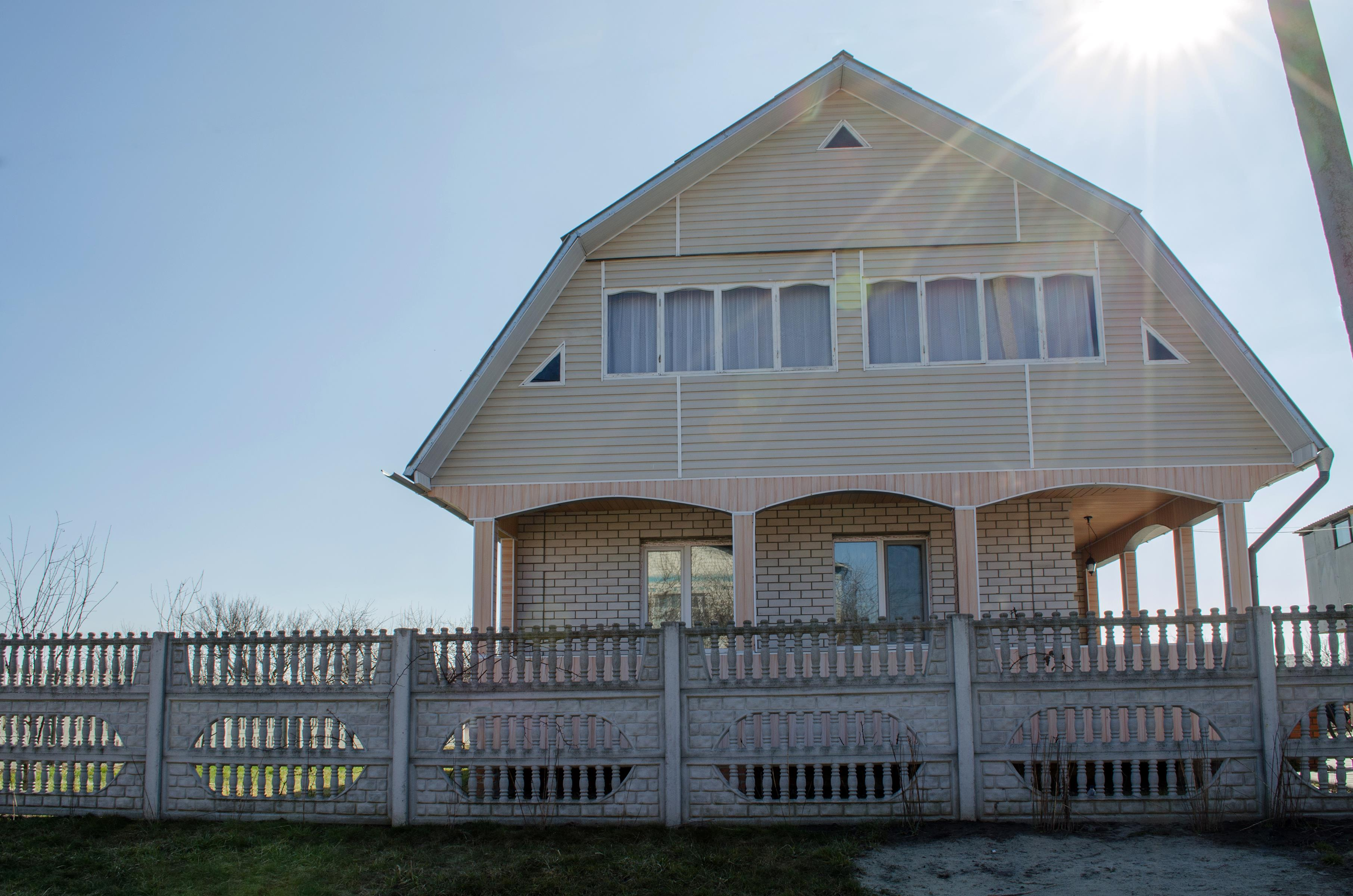
Жилой дом
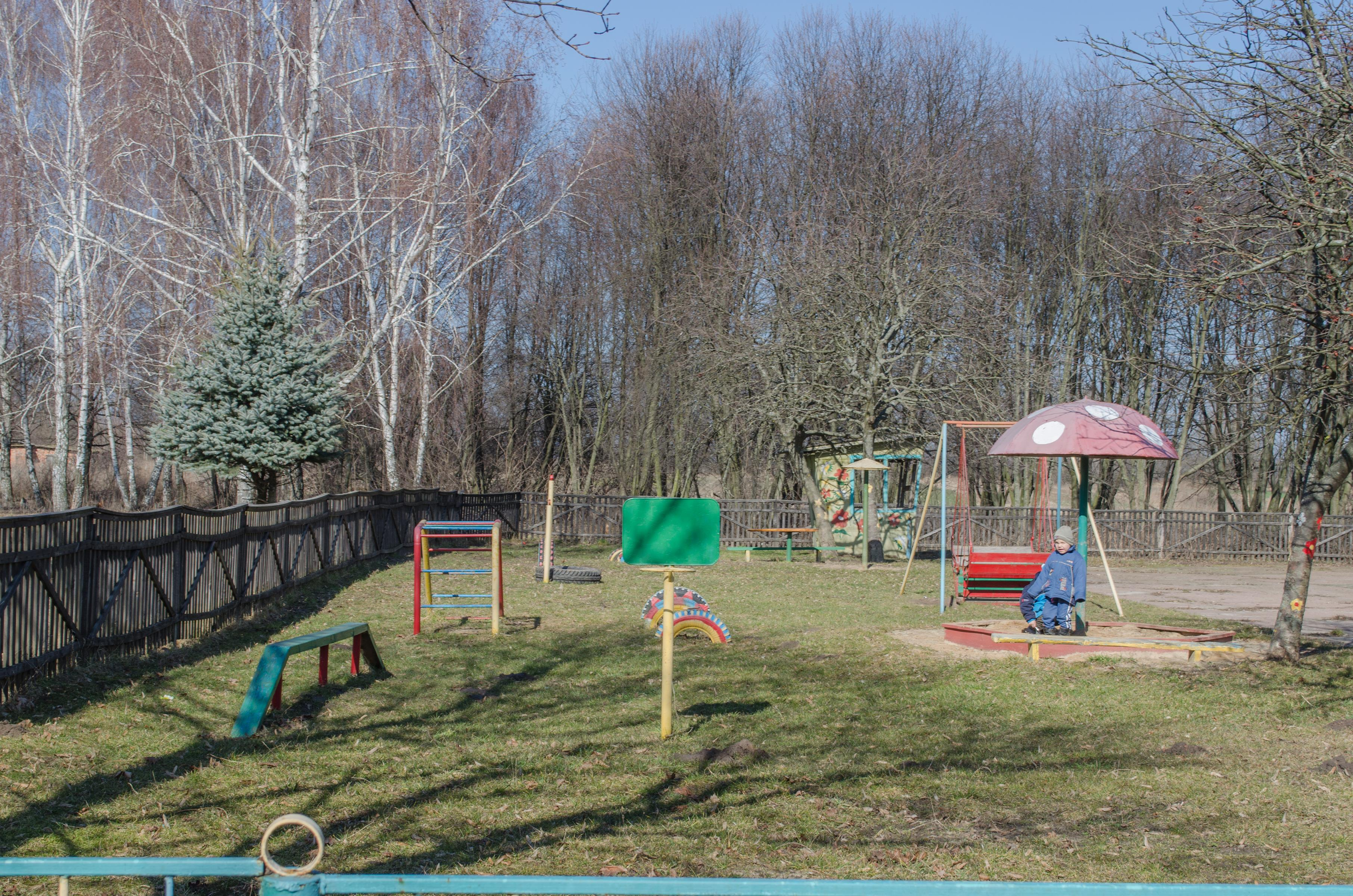
Детская площадка
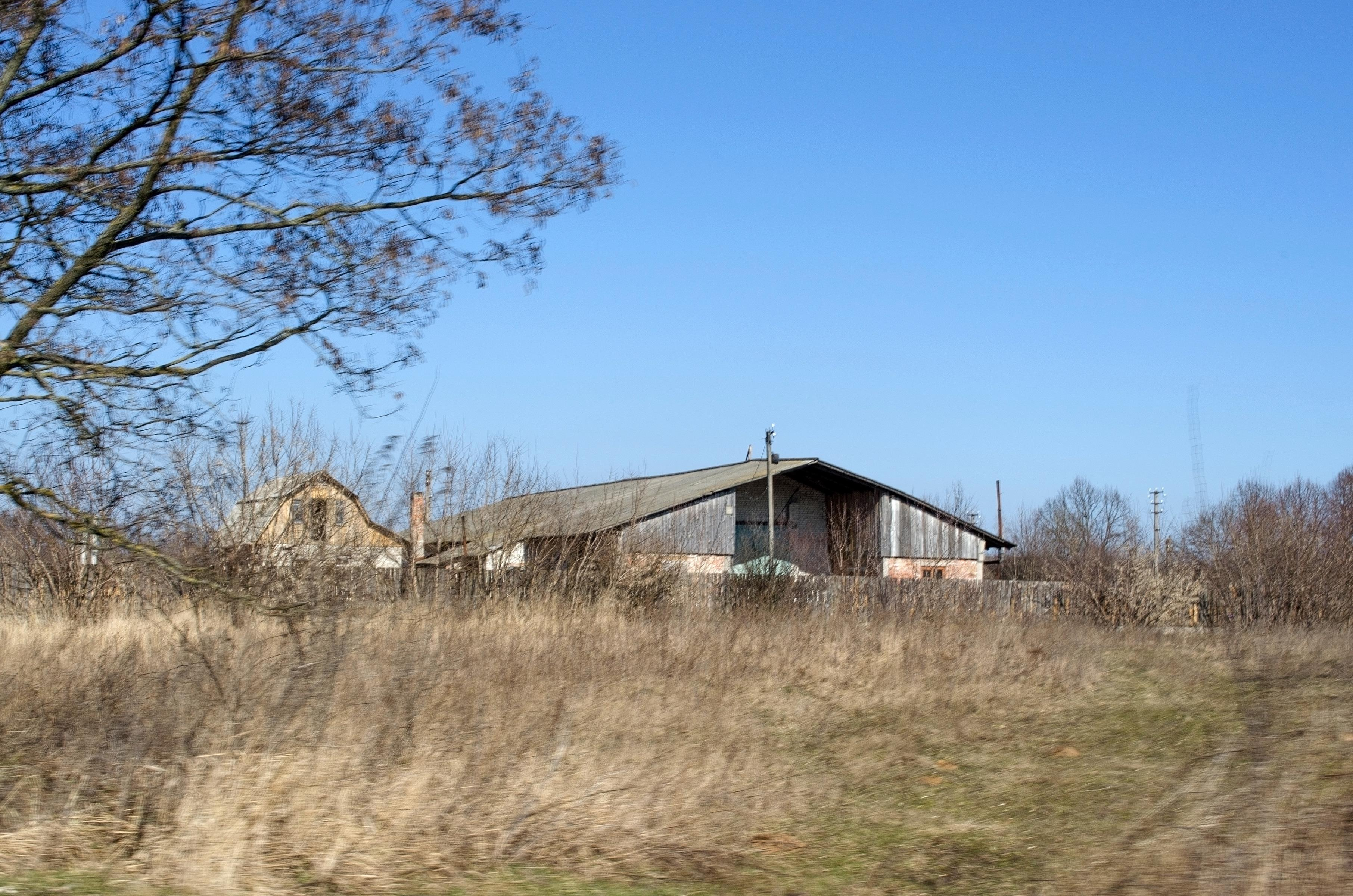
Ферма